# روبرت إدوارد جونز
روبرت إدوارد جونز (بالإنجليزية: Robert E. Jones)‏ هو ضابط ومحامي وقاضي وسياسي أمريكي، ولد في 5 يوليو 1927 في بورتلاند في الولايات المتحدة. انتخب عضو مجلس نواب أوريغون.